# آکونک (شوشی)
آکونک (ارمنی: Ակունք) یک منطقهٔ مسکونی در جمهوری آرتساخ است که در استان شوشی واقع شده‌است.